# 일본유산

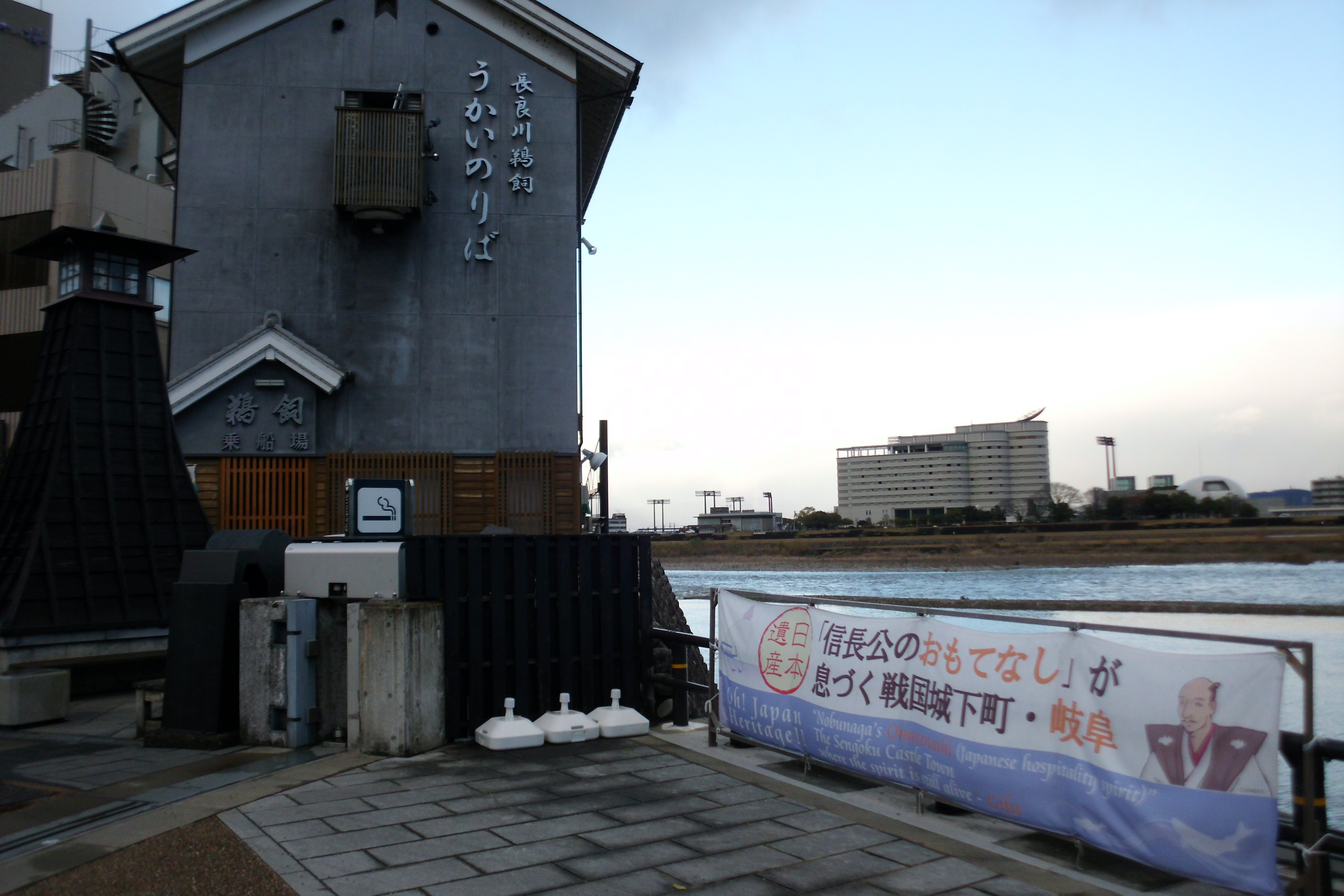
'일본유산 「노부나가공의 환대」가 숨쉬는 전국 조카마치·기후'라고 적힌 현수막이 걸려 있는 기후시 미나토마치의 우카이 유람선 승강장 (2016년 12월 23일 촬영)

일본유산(日本遺産 니혼이산[*], 영어: Japan Heritage)은 일본 문화청이 인정한 지역의 역사적 매력과 특색을 통해 일본의 문화·전통을 이야기하는 것이다. 각 지역의 매력 넘치는 유형·무형 문화재들을 지역이 주체가 되어 정비 활용해, 일본 및 국외에 전달하는 것으로 지역 활성화를 도모하는 것을 목적으로 한 일본의 유산 보호 제도 중 하나이다.

## 같이 보기
- 일본의 세계유산